# Scala Regia
La Scala Regia est un imposant escalier du Palais apostolique du Vatican, à Rome. Il fait partie de l'entrée cérémoniale du Vatican. Il a été construit par Antonio da Sangallo le Jeune, dans les premières années du XVIe siècle, pour relier le Palais apostolique à la basilique Saint-Pierre, et a été fortement restauré par Le Bernin, de 1663 à 1666.

## Description
Le site, un terrain en pente, relativement étroit entre l'église et le palais, est délimité par des murs irréguliers. Le Bernin a utilisé un certain nombre d'effets baroques théâtraux, afin de rehausser l'aspect de ce point d'accès au Vatican. 
La rampe prend la forme d'une colonnade, étant plus étroite en haut qu'en bas, ce qui amplifie aux yeux de l'observateur la longueur du parcours. Au-dessus de l'arche, au début de la rampe, il y a les armoiries du pape Alexandre VII, flanquées de deux anges sculptés.
À la base de l'escalier, le Bernin a placé sa statue équestre de l'empereur romain Constantin (1670). Elle devait rappeler l'événement précédant la bataille du Pont Milvius, au nord de Rome, le long du Tibre, lorsque Constantin a eu une vision de la croix avec la phrase « In hoc signo vinces ».
Plus tard, de l'autre côté de la salle, a été placée la statue équestre de Charlemagne, œuvre d'Agostino Cornacchini (1725).

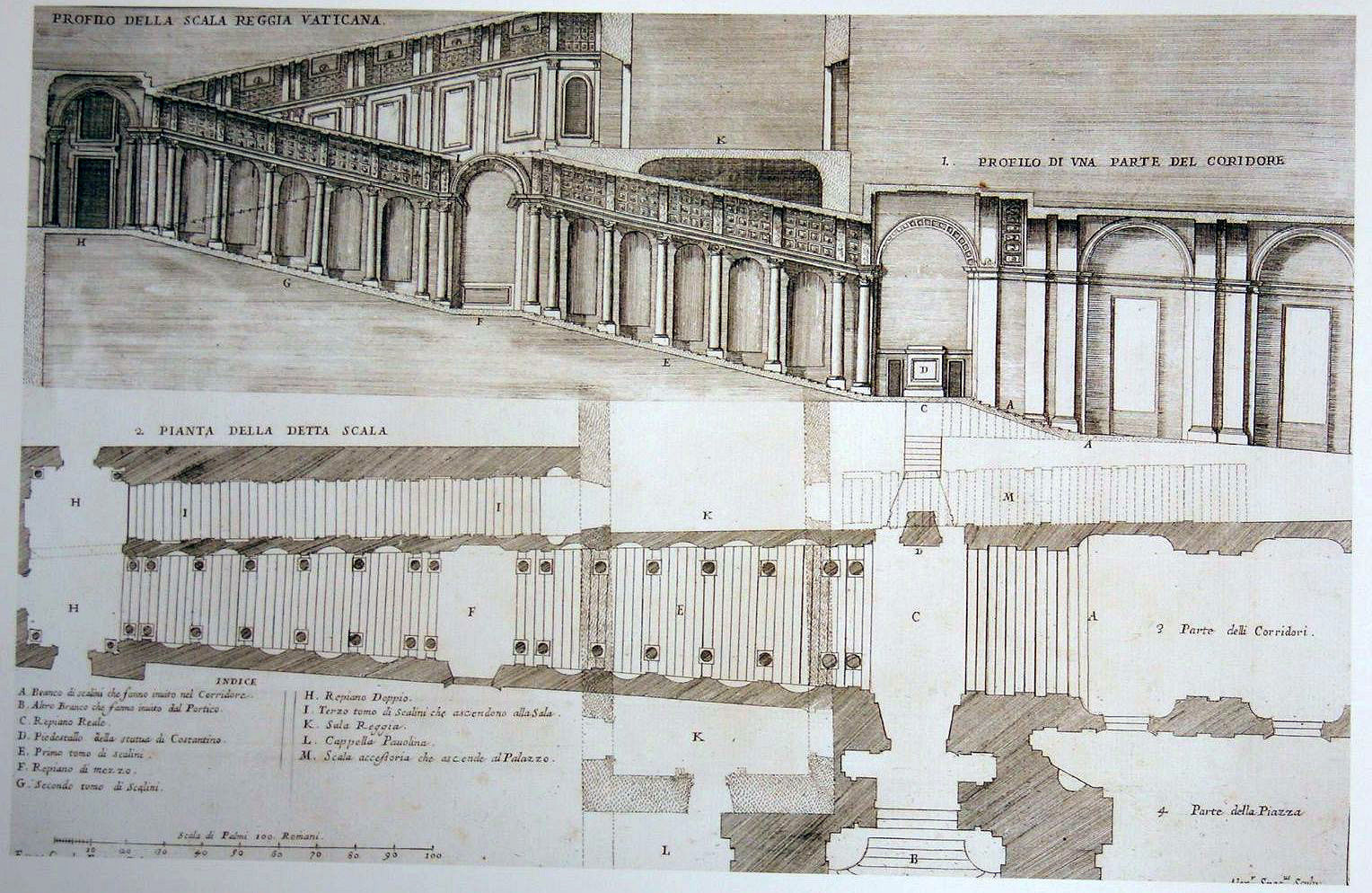
Plan en coupe de l'escalier.
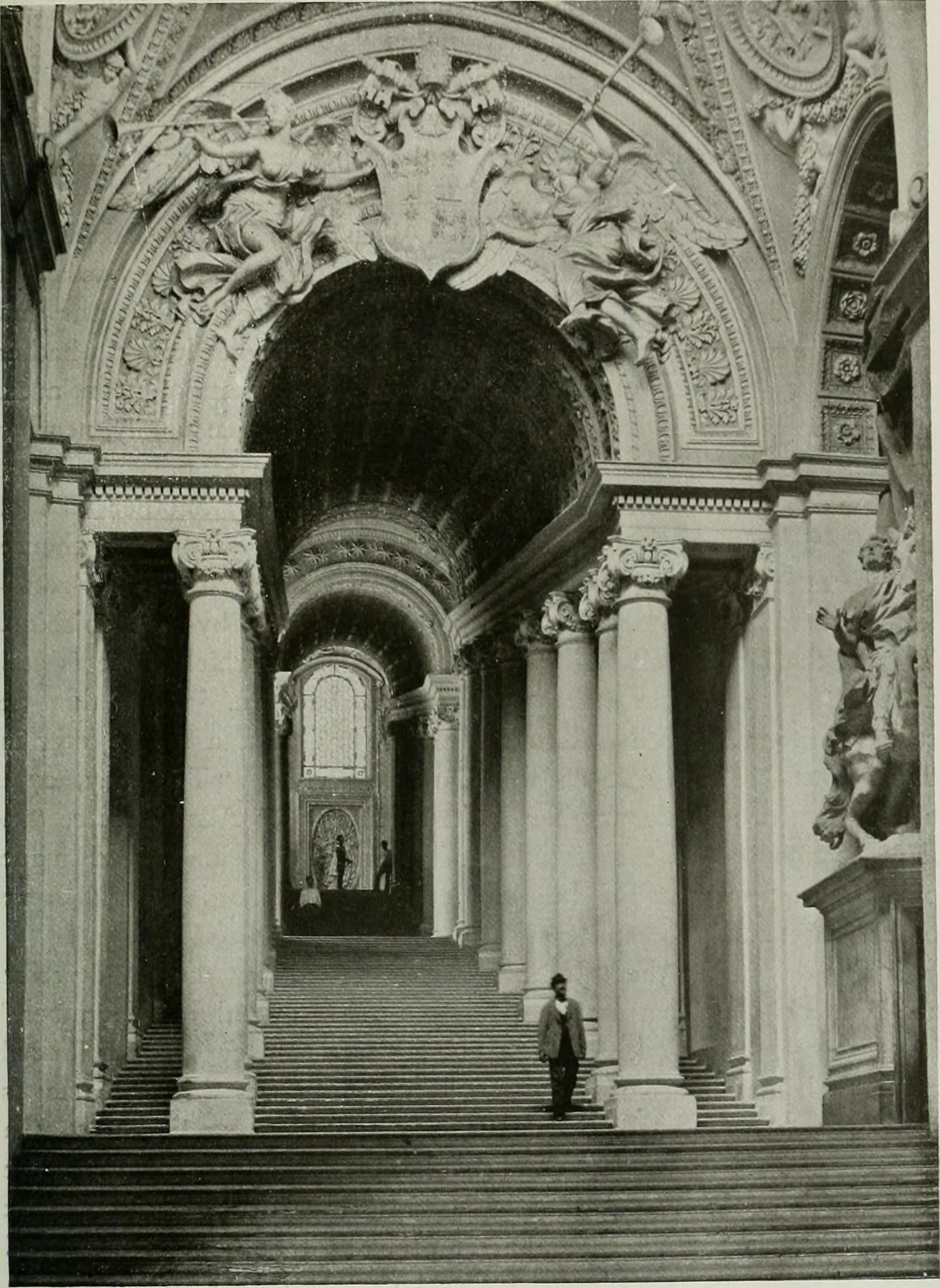
Vue du bas de l'escalier.
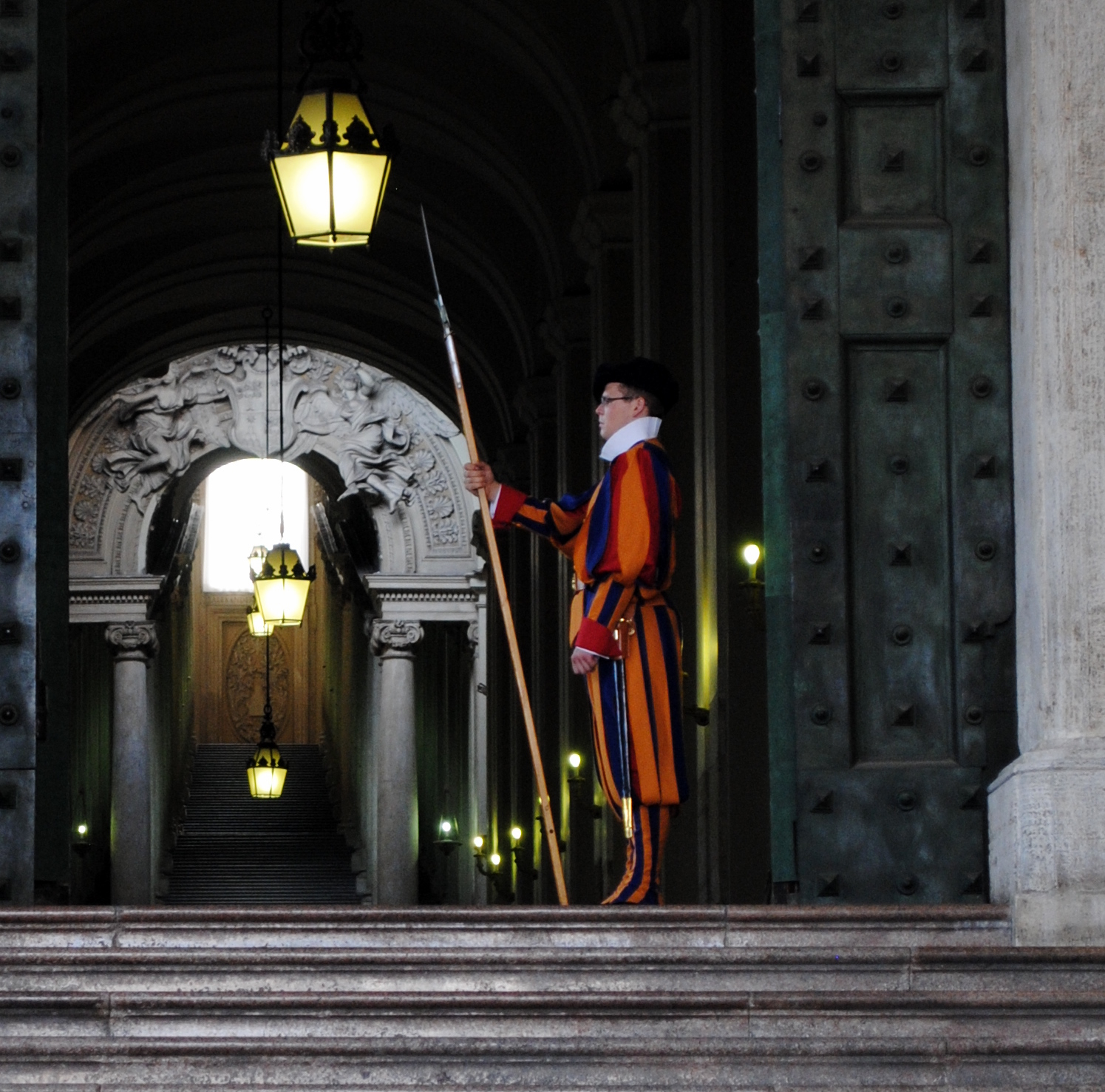
Garde suisse.
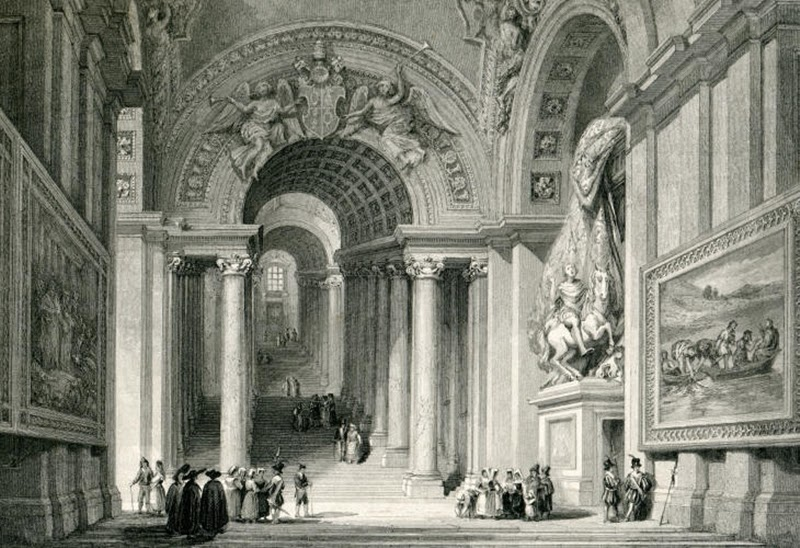
La gravure de la Scala Regia au Vatican.